# 青山口乡
青山口乡，是中华人民共和国吉林省长春市农安县下辖的一个乡镇级行政单位。

## 行政区划
青山口乡下辖以下地区：
魏家村、二道沟村、大榆树村、南台子村、柳条沟村、松花江村、青山口村、江东王村、兴隆岭村和唐家村。